# Алмазна лихоманка на півдні Африки

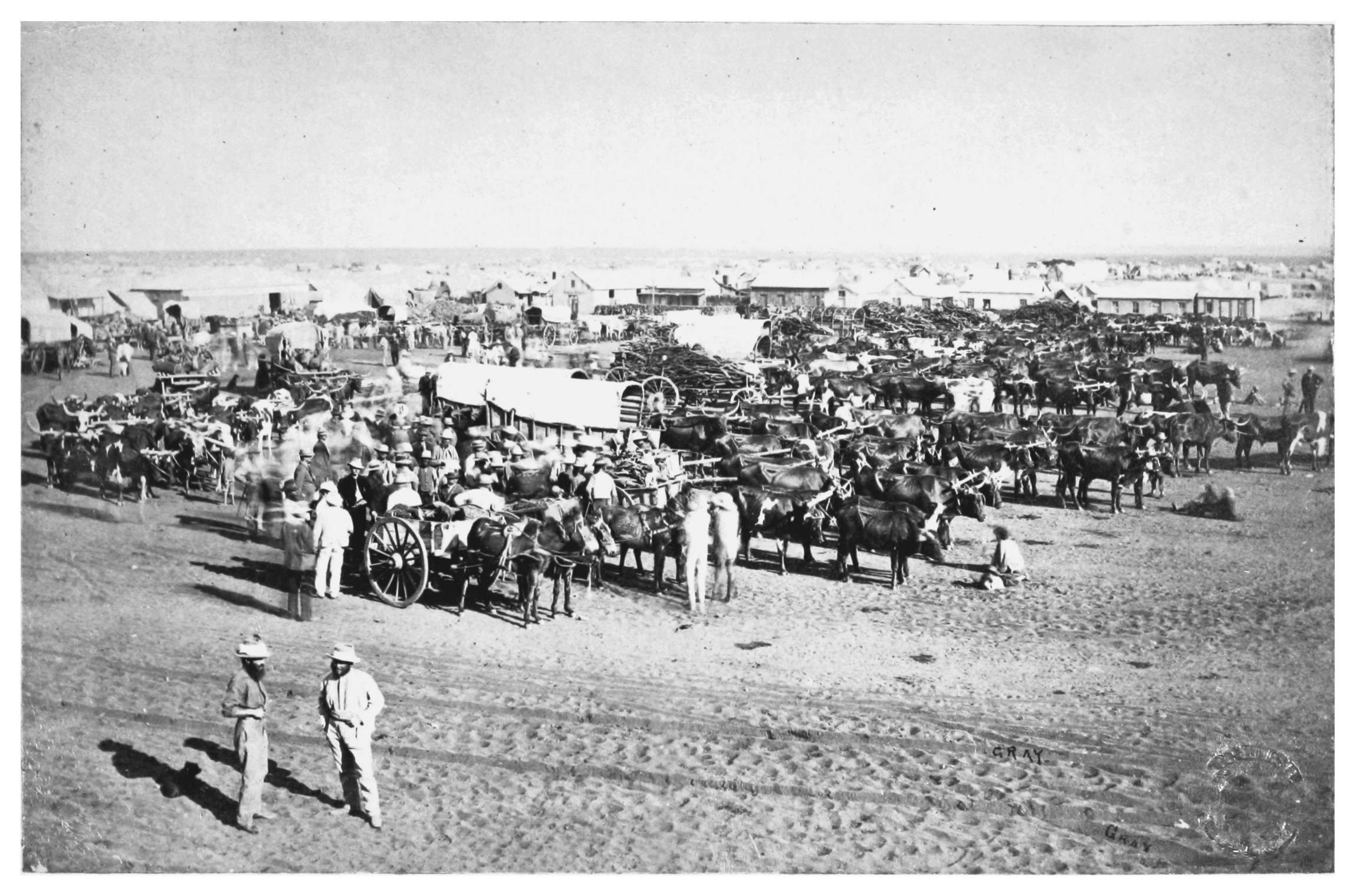
Алмазна лихоманка на півдні Африки. Кімберлі. 1873

Алмазна лихоманка на півдні Африки

## Передумови
Наприкінці XIX ст. перелік найбільших золоторудних провінцій світу очолила Південна Африка, причому відкриттю золота в цьому регіоні передувала всеохопна алмазна лихоманка, яка значною мірою вплинула також на освоєння золотих родовищ. Європейське заселення Південної Африки почалося в середині XVII ст., коли голландські кальвіністи заснували поблизу мису Доброї Надії свою першу общину, а 1652 р. — місто Капштадт (Кейптаун), як проміжний порт на шляху до казкових скарбів Сходу. Наприкінці XVIII ст. починається захоплення Капської колонії англійцями, що змусило голландських поселенців переселитися на незаймані північно-східні території та заснувати дві незалежні республіки Трансвааль і Оранжеву. Їх вимушений вихід (велике переселення) 1836—1838 рр., коли каравани з тисяч фургонів залишали свою країну й прямували за тисячу кілометрів на необжиті землі, дозволив бурам певною мірою зберегти свою ідентичність, спосіб життя, релігійні погляди. Поселенці називали себе бурами (від «boere» — селяни, фермери) або африканерами, оскільки вважали себе громадянами Африки (подібно до американців у США).
Нові землі виявилися не тільки родючими, а й багатими різноманітними корисними копалинами. Відкрили алмази 1866 р. на пустельному плоскогір'ї Кару. Син фермера-африканера Еразм Якобс знайшов серед гальки на березі річки Оранжевої (округ Гон-Тоун) блискучий камінець, який виявився алмазом і вже в наступному році експонувався під ім'ям «Еврика» на Всесвітній виставці в Парижі. До цієї знахідки видобуток алмазів пов'язували лише з індійською Голкондою та бразильським штатом Мінас-Жерайс, що робило африканський діамант справжньою геологічною сенсацією. Цікаво, що родина Якобсів відмовилась від грошової компенсації за найдений алмаз, оскільки вважала, що камінь стільки коштувати не може, а брати гроші за дар природи — гріх.

## Опис алмазної лихоманки на півдні Африки
Найближчим часом місцеві фермери виявили нові коштовні камені, серед яких було знайдено легендарний алмаз «Зірка Південної Африки» (83,5 карата). Відомі випадки, коли алмази виблискували навіть у стінах будинків фермерів, збудованих з місцевої глини й каменів. Звістки про ці знахідки швидко облетіли світ, і вже 1869 р. близько 10 тис. старателів «перелопачували» береги річки Оранжевої та Вааля (за два наступні роки кількість прибулих збільшилася до 60 тис. осіб). Журнал «Даймонд філдс адвертайзер» так описував спалах алмазної лихоманки: «Моряки тікали з кораблів, солдати дезертирували з армії, поліцейські кидали зброю й звільняли в'язнів, торговці кивали п'ятами зі своїх успішних підприємств, а службовці — зі своїх контор, фермери залишали свої стада і всі наввипередки бігли до берегів річок Вааль і Оранжевої…»
Видобуток здійснювали шліховим методом, промиваючи пісок і уламковий матеріал річкових берегів. Крім звичайних лотків використовували промивальні установки жолобчатого типу. За назвою річкових розробок («river diggings») шукачів алмазів найменували дигерами. Центральний табір старателів розташовувався в районі найбільш багатих розсипів у Пнілі на річці Вааль.
Важливий вплив на організацію та перспективи розробок мала геополітична ситуація навколо алмазних родовищ. Бажання дигерів захистити свої розробки призвело до оголошення Республіки Алмазних Полів, яка утворилася під проводом колишнього каліфорнійського золотошукача С. Паркера й управлялася сходками старателів. Вольниця дигерів існувала недовго, що значною мірою було зумовлено розташуванням родовищ на суперечливому пограниччі Капської колонії англійців і Оранжевої республіки бурів. Урешті-решт «неупереджені» англійці згадали права туземного населення й домоглися передачі цих земель миролюбному племені гриква, яке невдовзі попрохало «захисту» в Британії. Таким чином райони алмазних розробок увійшли до складу Капської колонії. Автором цієї хитромудрої операції був британський міністр у справах колоній лорд Кімберлі (Дж. Вудхаус), ім'я якого за збігом обставин назавжди залишилося в історії алмазів.
З часом коштовні камені були знайдені на схилах гірських масивів, на південний схід від річки Вааль. 1871 р. були виявлені перші багаті алмази на пагорбі Кольсберг, де виникло поселення старателів Кімберлі (назване на честь вищезгаданого лорда). Дигери, серед яких було чимало колишніх золотошукачів, вважали (за аналогією до покладів розсипного золота), що в навколишніх гірських масивах мають бути розсипи алювіальних відкладень, пов'язані з давньої річковою мережею. Алмази були знайдені в крихких поверхневих відкладеннях, які помилково вважали алювіальними розсипами, а підстильний шар вапняку — породами річкового галечнику. Ця помилка призвела до розробки «розсипів» лише в поверхневому шарі (до вапняків), причому відпрацьовані з поверхні ділянки різко падали в ціні як безперспективні. Справжньою сенсацією була знахідка алмазів на більш глибоких горизонтах, нижче рівня «галечника», де розсипів, як вважали, принципово не могло бути.
Як з'ясувалося пізніше, родовище в Кімберлі було воронкоподібним геологічним тілом, заповненим брекчієвидною породою («жовтою», а глибше «синьою землею»), що включала алмази. Такі поклади, що стрімко йшли в земні надра, дістали геологічну назву «кімберлітові трубки» (за місцем виявлення першого подібного покладу). На землях Капської колонії та Оранжевої республіки невдовзі було знайдено сім кімберлітових трубок, виходи яких на поверхню мали в плані круглу або овальну форму діаметром від 25 до сотень метрів. Коли відбувалося природне руйнування й розмив таких родовищ, коштовний мінерал розносився схилами долин, потрапляв у річки й формував розсипні (вторинні) родовища алмазів.
З ділянок («полів») «Де Бірс», «Кольсберг» і «Блумфонтейн» у межиріччі Вааля й Модлера розпочався новий етап видобутку алмазів — розробка не розсипів, а первинних корінних покладів. Землі кількох фермерів були викуплені спритними агентами з нерухомості, поділені на ділянки (до 100 м2) й віддані в оренду старателям. Ціна оренди постійно підвищувалась, а розміри ділянок зменшувались. Щоб сплачувати оренду старателі об'єднувались у невеликі артілі. Пізніше, під тиском дигерів, ділянки почали продавати їм у приватну власність. Частину земель купив уряд Капської колонії, який запровадив нові умови розробок. Уся площа родовища була поділена на квадрати зі стороною близько 9,5 м. Заволодіння ділянками здійснювалось «за правом першого», причому орендувати можна було лише один майданчик. На сотнях маленьких ділянок одночасно працювали десятки тисяч старателів. Наприклад, на руднику «Кімберлі» (пагорб Кольсберг) 1876 р. було 1600 окремих «полів». Лише після численних поступок і перепродажів земель рудного району вдалося дещо збільшити розміри приватних ділянок.
Згідно зі встановленими нормативами доступ до окремих розробок у Кімберлі забезпечували залишені між виробками смуги землі шириною 4,7 м, на яких пролягали дороги. Відкриті виробки у вигляді окремих котлованів швидко поглиблювалися, проходи між ними обвалювалися й незабаром злилися у величезний кар'єр «Біг Хоул» («Велика діра»). Його глибина дорівнювала 200 м, а площа чаші — близько 17 гектарів, що дозволяю вважати цей кар'єр найбільшою рукотворною виробкою в історії гірництва.
Ось як описує «Біг Хоул» відомий чеський дослідник Африки Е. Голуб, який побував у Кімберлі наприкінці 1872 р.: «Виробки можна порівняти з величезною котловиною у вигляді кратера. На її чотирикутних ділянках хаотично розкидані маси землі: в одному місці у вигляді стовпів, башт, пласких гір, в іншому — у вигляді ям, валів, ровів, уступів. Не треба мати занадто жваву уяву, щоб цей лабіринт нагадав місто, зруйноване сотні років тому, а зараз знову покликане до життя якимось дивом». 
Зосередження великої кількості окремих виробок в одному кар'єрі ускладнювало транспортування руди до місць збагачення, оскільки її треба було доставляти через ділянки різних власників. Щоб розв'язати проблему, влаштували триярусну систему канатних доріг, що тяглися від добувних ділянок до бортів кар'єру. Рудник нагадував гігантське фантастичне павутиння (рис. 7.46), яке видзвонювало дивною музикою від звуків коліс підвісних вагонеток. Наведемо опис цього рудника 1880 р.: «…перед нами відкривається внизу бездонне провалля, величезне глибочіння овальної форми. Навколо верхнього контуру кар'єру працює близько 10 тис. робітників. Внизу на глибині кубляться чорні пігмеї. Через весь цей величезний колодязь від вінця до дна простяглася щільна мережа незліченних залізних канатів; деякі опускаються майже вертикально, інші простяглися далеко в центр. Цими тросами за допомогою розташованих нагорі рушіїв витягають із дна колодязя цебри з алмазовмісною породою. На поверхні породу подрібнюють молотками й просіюють крізь сита, що гойдаються подібно до дитячих колисок, а на сітках залишаються алмази…» З 1 м3 кімберлітової породи отримували в середньому 4 карати алмазів.
Днище котловану з висоти пташиного польоту нагадувало шахівницю з «клітинками» різної висоти (результат різної швидкості розробки окремих ділянок). Численні обвалення бортів кар'єру й пов'язані з цим нещасні випадки внеможливлювали поглиблення гірничих робіт. 1884 р. розпочалась розробка кімберлітової трубки шахтним способом, який передбачав спорудження на безпечній відстані від чаші кар'єру вертикальних стовбурів, розкриття покладу квершлагами й камерну розробку на кількох горизонтах.
Реалізація подібних проектів, підвищення загальної ефективності робіт, узгодження цінової політики на ринку алмазів потребували об'єднання старателів у великі компанії. Збільшення, а з часом і монополізація компаній з видобутку алмазів пов'язана з ім'ям Сесіла Родса, який починав свою кар'єру звичайним старателем і гірничим інженером (забезпечував водовідлив на копальнях), а завершив прем'єр-міністром Капської колонії. 1880 р. Родс скупив основну частину ділянок рудника «Де Бірс» і заснував гірничу компанію «Копальні Де Бірс» («De Beers Mines»). Щоб запобігти перенасиченню ринку алмазів, Родс висунув ідею оздоблення кожної шлюбної обручки діамантом і провів успішну світову компанію популяризації цього «винаходу». Родс з самого початку ставив за мету безконкурентний видобуток алмазів, тобто об'єднання під своїм проводом усіх промислів і створення в результаті «світової алмазної імперії». Для цього він заручився фінансовою підтримкою банківського дому Ротшильда («банкіра короля й короля банкірів»), невдовзі скупив розробки Французької гірничої компанії й змусив свого головного конкурента Барні Барнато (Ісака Барнета) увійти з рудником «Кімберлі» в корпорацію «Де Бірс», яка 1887 р. була реорганізована в міжнародну корпорацію «Об'єднані рудники Де Бірс» («De Beers Consolidated Mines»). Заснований 1893 р. Лондонський алмазний синдикат ще більш підсилив позиції «Де Бірс» і забезпечив регулювання цін, попиту та пропонування на світовому ринку алмазів.
Серед найважливіших придбань компанії «Де Бірс» — найбільша кімберлітові трубка Трансвааля — «Прем'єр», розміри поверхневих виходів 924 на 462 м, яка була відкрита Томасом Куллінаном у 1902 р. Його ім'ям названий найбільший огранений алмаз світу, знайдений у Трансваалі 1905 р. Його вага становила 3106 каратів (621,2 г), а розміри — 110х65х50 мм. У подальшому алмаз був поділений на 9 великих і близько 100 малих каменів. Найбільший Куллінан I (530 каратів) прикрасив Британський монарший скіпетр, а Куллінан II (317 каратів) — корону Британської імперії.
Для зменшення витрат на найбільш важкі гірничі роботи наймали корінне африканське населення. Задля «підвищення дисципліни» й унеможливлення крадіжок і контрабанди алмазів туземців утримували в спеціальних таборах — компаундах. Ось як описує самовидець роботу африканців на алмазних копальнях: «У глибині гірничих виробок, у світлі свічок, що ледве розвиднювали штольні, вони здаються захопленими своєю працею, орудуючи молотком і ломом. Тверді породи руйнують динамітом, а більш піддатливі — відбивають кайлом. Чорні, майже оголені люди супроводжують свою тяжку й небезпечну працю в підземному мороці монотонним співом.
Навіть за тьмяного світла свічі зрідка можна угледіти алмаз, заради якого ллється піт і гинуть люди. У цих умовах неважко приховати найбільш цінні камені. Ще легше зробити це на поверхні, де розкладена для вивітрювання „синя земля“. Неграм, які працювали на цих полях, одягали на руки шкіряні мішки з міцним затвором у вигляді рукавиць, які дозволяли виконувати роботу, але перешкоджали приховувати алмази.
Територію алмазного рудника оточували двома стінами з хвилястого заліза, між якими бігали сторожеві пси, а також огорожею з колючого дроту. На брамі суворий контроль, причому без дозволу наглядачів ніхто не міг вийти назовні. Усередині цих своєрідних таборів розташовувались промивальні, бараки для робітників, їдальні й усі допоміжні служби.
Лише один раз на місяць кафрів відпускали в бари та кав'ярні, де вони після каторжної праці могли поринути в забутися за склянкою віскі чи з трубкою п'янкого опіуму. Звісно, що випускали їх з території рудника не просто так, а після повної зміни одягу, очищення шлунку, ретельного огляду рота, носа, вух тощо. Ну, а якщо хто-небудь з них намагався вночі проповзти під колючим дротом, то цілком законно куля констебля була зобов'язана покласти край його життю.
Алмазодобувні компанії для боротьби з „витоком“ коштовних каменів насаджували систему провокаторів, які входили в довіру робітникам, видаючи себе за покупців крадених каменів. Уряд також підтримував компанії в боротьбі з крадіжками алмазів. Ухвалювалися закони, згідно з якими купувати коштовний мінерал могли лише особи, що отримали особливий дозвіл. З решти людей, у кого знаходили необроблені алмази стягали штраф в особливо великих розмірах. Виконавча влада мала дуже розлогі повноваження, якими часто зловживала, використовуючи їх без розбору за найменшою підозрою» (за В. Мілашевим). До кінця XIX ст. сумарний видобуток алмазів у Південній Африці становив близько 60 млн каратів (12 тис. кг).